# Batán
Batán – stacja metra w Madrycie, na linii 10. Znajduje się w dzielnicy Moncloa-Aravaca, w Madrycie i zlokalizowana jest pomiędzy stacjami Lago i Casa de Campo. Została otwarta 1 lutego 1961 roku.